# 栗瀬裕太
栗瀬 裕太（くりせ ゆうた、1982年5月3日 - ）は、大阪府出身の自転車競技プロ（BMX・MTB）レーサー、フリースタイラー。

## 人物
大阪府出身のプロBMX選手
BMX（レース、ダートジャンプ） / MTB （ダウンヒル、4クロス、ダートジャンプ）のトッププロライダーである。
国内ではただ一人、自転車のレース競技とダートジャンプ競技においてBMX、MTB両方のトップカテゴリーに属する。
20歳で４X初代全日本チャンピオンを獲得、同種目で４年連続世界選手権出場。2006年から2011年まで「MTBの聖地」とも言われる日本最大級のMTBフィールド、富士見パノラマスキー場にてフィールドアドバイザーとして6年間常駐。世界を転戦して得られた経験を生かし、4Xコースとダートジャンプセクションの設計から造成をプロデュース。また各ジャンルのイベントやスクールなどを多数企画、開催。
2011年からは富士見パノラマを離れ、ライダー業の傍ら、山梨県北杜市に土地を借り、BMXレースの国内唯一の「オリンピックレベルのトレーニング施設」と「ダートジャンプ競技の世界のトップレベルに対応するためのトレーニング施設」といった、2種目での「国内のトッププロ育成」を目的とした施設「YBP」の造成をスタート。
約３年半の歳月をかけて2015年6月1日に「YBP」をグランドオープンさせる。

## 略歴
1995年、当時では異例の13歳という若さでMTBメーカーとのスポンサー契約を果たし、プロの世界へ。
BMX RACE
2002
ジャパンシリーズ最終戦 茨城・ひたちなか 優勝
2005
全日本BMX選手権 上越・金谷山 3位
2007
スーパーシリーズ第3戦 岡山・笠岡 3位
スーパーシリーズ第4戦 茨城・ひたちなか 3位
JOSFナイトレース 神奈川・緑山スタジオ 3位
2010
全日本BMX選手権　ひたちなか　７位
ダートジャンプ
2002
平木カップ 神奈川・緑山スタジオ 3位
2004
GONZOトラックKOD大会 三重・桑名 優勝
マルチプレックス 東京・お台場 4位
2008
メガロマニアックJAM 神奈川・FBXトレイル 優勝
2010
コグマカップ　優勝
REAL２　　　 優勝
４X（フォークロス）
2003
全日本選手権 石川・瀬女高原 初代4X全日本チャンピオン
2004
SMX開幕戦 三重・桑名大会 優勝
SMX第2戦 栃木・パレナス大会 優勝
SMXシリーズ チャンピオン
BIKE SHOW イギリス・バーミンガム ベスト8
2005
BIKE SHOW イギリス・バーミンガム ベスト8
2006
SMX開幕戦 三重・桑名大会 優勝
2010
全日本MTB選手権　富士見パノラマ　　　４位
パノラマ４Xチャレンジ最終戦（ありぱの）    ２位
MTB ダートジャンプ
2004
BIKE SHOW イギリス・バーミンガム 3位
2005
BIKE SHOW イギリス・バーミンガム 4位
SMX開幕戦 三重・桑名大会 優勝
SMX第2戦 長野・富士見パノラマ大会 優勝
2006
SMX最終戦 福井・スキーJAM勝山大会 優勝
2007
SMX第2戦 長野・富士見パノラマ大会 優勝
2010
NIPPON OPEN                   優勝
MTB ダウンヒル
2006
全日本MTB選手権 秋田・田沢湖スキー場　　7位
2010
ジャパンシリーズ第２戦富士見パノラマ　１２位
BMXレースや、BMX/MTBのダートジャンプで世界レベルの選手輩出を目指す一般社団法人YBP PROJECT（後に一般社団法人bb projectに社名変更）の代表理事も2014年の創業から2019年まで務めていた。

## メディア露出
- UTY 「ウッティー発！」